# Шембеть (село)
Шембеть — село в Арбажском районе Кировской области. 

## География
Находится на расстоянии примерно 14 километров по прямой на север от районного центра поселка Арбаж.

## История
Село известно с 1872 года с открытием прихода. Афанасьевская деревянная церковь построена была в 1888 году. В 1905 году здесь (село Афанасьевское или Шембетское) учтено было дворов 9 и жителей 26, в 1926 (Шембеть или Смолино) 19 и 35, в 1950 46 и 144, в 1989 проживало 573 человека. До января 2021 года входила в Шембетское сельское поселение на правах его административного центра до его упразднения.

## Население
Постоянное население составляло 495 человек (русские 98%) в 2002 году, 342 в 2010.